# Beth Slikas
Elizabeth „Beth“ Slikas (* 2. Juli 1962) ist eine US-amerikanische Biologin. Ihr Forschungsschwerpunkt konzentriert sich auf die Anwendung genetischer Daten zur Verdeutlichung der evolutionären Geschichte von Populationen und Arten.

## Leben
1984 erlangte Slikas ihren Bachelor-Abschluss an der University of Pennsylvania in Physik mit magna cum laude. Von 1984 bis 1988 war sie Lehrassistentin in der Physikabteilung und von 1990 bis 1996 Lehrassistentin in der biologischen Abteilung der University of Pennsylvania. 1996 wurde sie mit der Doktorarbeit Phylogeny and evolution of the avian family Ciconiidae zum Ph.D. in Biologie promoviert. Von September 1996 bis März 1997 erforschte sie mit Jon Fjeldså und Peter Arctander von der Universität Kopenhagen die Artbildung von afrikanischen Bergwald-Vögeln, basierend auf mitochondrialen Sequenzdaten. Von April 1997 bis September 2001 forschte sie mit Robert C. Fleischer vom Smithsonian National Zoological Park über die Systematik und Biogeographie einer Sammlung von ausgestorbenen endemischen Rallenarten der Hawaii-Inseln. Von September 2001 bis September 2005 war sie Managerin im Labor für Molekularsystematik am Museum of Vertebrate Zoology (MVZ) der University of California, Berkeley. Von September 2005 bis Juni 2006 war sie als wissenschaftliche Mitarbeiterin in der Abteilung für Insekten-Biologie tätig. Von Juni 2006 bis 2010 war sie Wissenschaftlerin in der Virologen-Gruppe des Blood Systems Research Institute in San Francisco, Kalifornien. Seit 2010 ist sie im Marine Mammal Institute der Oregon State University tätig.
Slikas forscht über eine Vielzahl von verschiedenen Organismen, darunter Vögeln, Viren und Walen. Ihre Projekte umfassen den Vergleich mitochondrialer DNA-Sequenzen und Daten aus der DNA-DNA-Hybridisierung in Ableitung einer Phylogenese für Storcharten (Ciconiidae), die Verwendung mitochondrialer DNA-Sequenzen zum Verständnis der Verwandtschaftsverhältnisse innerhalb der Familie der Meisen (Paridae) und die Identifizierung kryptischer Arten innerhalb dieser Gruppe, die Extraktion von DNA aus Knochen und Museumspräparaten, um die Ursprünge einer Gruppe von ausgestorbenen flugunfähigen Rallenarten der Hawaii-Inseln zu bestimmen sowie die Anwendung einer Metagenomanalyse und einer Sequenzierung der nächsten Generation zur Untersuchung von neuartigen Viren in menschlichen und tierischen Stuhlproben. Im Jahr 2000 führte sie gemeinsam mit Robert C. Fleischer eine mtDNA-Analyse an mikronesischen Brillenvögeln durch, was zur Abtrennung des Rotabrillenvogels (Zosterops rotensis) vom Guambrillenvogel (Zosterops conspicillatus) führte. In einer weiteren DNA-Studie mit Helen Frances James, Storrs Lovejoy Olson und Frank B. Gill konnte Slikas 2003 darlegen, dass das Taxon Pseudopodoces humilis nicht, wie früher angenommen, zu den Rabenvögeln (Corvidae) gehört, sondern zu den Meisen. Der ursprüngliche deutsche Trivialname Höhlenhäher wurde daher in Tibetmeise geändert.